# Назаренко, Александр Владимирович
Александр Владимирович Назаренко (род. 24 мая 1973, Алма-Ата) — российский военачальник, генерал-майор, начальник разведывательного управления — заместитель начальника штаба Центрального военного округа по разведке. Герой Российской Федерации (2021).

## Биография
Родился 24 мая 1973 года в городе Алма-Ата — столице Казахской ССР (ныне – город республиканского значения Казахстана). Окончил Алма-Атинское высшее общевойсковое командное училище. Участвовал в боевых действиях в ходе Первой и Второй чеченских войн.
В последующие годы занимал командные и штабные должности в военной разведке. С 2019 года — начальник разведывательного управления — заместитель начальника штаба Центрального военного округа по разведке (штаб округа — в Екатеринбурге).
В должности начальника разведки ЦВО выезжал в командировку в Сирийскую Арабскую Республику, где принимал участие в военной операции против запрещённой в Российской Федерации международной террористической организации «Исламское государство».
За мужество и героизм, проявленные при исполнении воинского долга, Указом Президента Российской Федерации («закрытым») в 2021 году полковнику Назаренко Александру Владимировичу присвоено звание Героя Российской Федерации с вручением знака особого отличия — медали «Золотая Звезда».
Проживает и служит в городе Екатеринбург.
Генерал-майор (08.12.2021).

## Награды
- Герой Российской Федерации,
- 2 ордена Мужества,
- медаль ордена «За заслуги перед Отечеством» 2-й степени,
- медали Российской Федерации.